# 킬러 와이프
《킬러 와이프》(영어: Mrs. Serial Killer)는 2020년 넷플릭스에서 공개한 인도의 스릴러, 범죄, 드라마 영화로, 시리쉬 쿤데르가 감독을 맡았다.

## 출연
주연
- 재클린 페르난데스 : 소나 무케르지 역
- 마노즈 바즈빠이 : 조이 무케르지  역
- 모히트 라이나 : 임란 샤이드 검시관 역

조연
- 자인 마리에 칸 : 아누쉬카 티와리 역
- 다르샨 자리알라 : 브리즈 라스토기 역